# Metalimnophila palmata
Metalimnophila palmata är en tvåvingeart som beskrevs av Alexander 1932. Metalimnophila palmata ingår i släktet Metalimnophila och familjen småharkrankar. Inga underarter finns listade i Catalogue of Life.